# 嘉納愛子
嘉納 愛子（かのう あいこ、1907年（明治40年）1月1日 - 2016年（平成28年）3月29日）は、日本の声楽家（メゾソプラノ）・音楽教育者。相愛大学名誉教授（2011年時点）。

## 経歴
大阪府大阪市出身。官吏の家に生まれた三人姉妹の末っ子。親和高等女学校卒。東京音楽学校（現在の東京藝術大学音楽学部声楽科）に入学。高木東六や四家文子と同級。卒業後、山田耕筰の数少ない弟子の一人となり、山田らが確立した「日本歌曲」の真髄を叩き込まれる。修業を終えて帰阪後も声楽家として活動し、大阪BK(NHK大阪放送局)のラジオ放送や公演に出演するが、1934年（昭和9年）に旧家として名高い（嘉納家は嘉納財閥として知られる）灘の酒造家の嘉納鉄夫と結婚して引退。
戦後、ひとり息子の急死を期に1949年（昭和24年）、相愛女子専門学校（現・相愛大学）音楽科の講師（のちに教授）となって音楽活動を再開。指導者として後進の指導にあたる。特に山田の死後は、その教えを次の世代に伝えていくことを使命とした。大阪教育大学、大阪樟蔭女子大学、大阪芸術大学の教授を歴任。79歳まで教鞭をとり、その後も自宅に生徒を迎えてレッスンを行うなど音楽教育に尽力し多くの人材を育成した。
音楽教育への貢献により1983年（昭和58年）、勲四等宝冠章を受章。
これらの活動は2007年（平成19年）夏、NHK『百歳バンザイ!』で紹介されたが、放送後特に同業者らの反響が多く寄せられ、教えを請いたいという希望が殺到したという。年齢的なことや山田の教えもあり少人数レッスンを続けてきたものの、反響の大きさから一念発起し、初めての公開レッスンに取り組んだ。その模様は翌2008年（平成20年）の敬老の日の同番組スペシャル版で取り上げられ、嘉納自身も東京まで出向いて101歳の歌声を披露した。
2015年（平成27年）03月04日、「嘉納愛子先生108歳御祝いの会」が帝国ホテル大阪で300人ほどの音楽関係者で開催された。
2015年（平成27年）12月、相愛大学で行われた山田耕筰の没後50年記念演奏会には出席こそかなわなかったものの長文のメッセージを寄せており、会場で朗読された。
2016年（平成28年）3月29日、老衰のため死去。109歳没。

## 著書
- 107歳 生きるならきれいに生きよう!（2014年3月3日発売・潮出版社）[9]ISBN 9784267019739
- 五十、六十、花なら蕾　七十、八十、花盛り（2014年６月25日発売・扶桑社）[10]ISBN 9784594070694